# Montes Bocineros
Els montes bocineros (castellà) o Deiadar-mendiak (basc) són cinc cimeres de Biscaia, al País Basc des dels quals, a través de senyals sonors i lluminosos, es convocava a Juntes Generals del Senyoriu de Biscaia.

## Els cims
Aquestes cimeres, repartides estratègicament pel territori són:
- Kolitza de 897 metres d'altitud a la comarca d'Encartaciones.
- Ganekogorta de 998 metres d'altitud sobre Bilbao.
- Gorbeia de 1.481 metres d'altitud sobre la comarca d'Arratia-Nervión al límit amb Àlaba.
- Oiz de 1.026 metres d'altitud sobre el Duranguesat, Lea-Artibai i Urdaibai.
- Sollube de 683,8 metres d'alçada sobre Bermeo, Urdaibai i el Txorierri.

Des d'aquests cims, visibles des de tot el territori, es realitzaven senyals sonors amb botzines fetes de banyes i altres materials i lluminoses amb grans fogueres, que es mantenien fins a una vegada que havia clarejat, convocant als apoderats de les Juntes Generals de Biscaia. Aquesta forma de convocatòria es realitzaria des de l'edat mitjana.

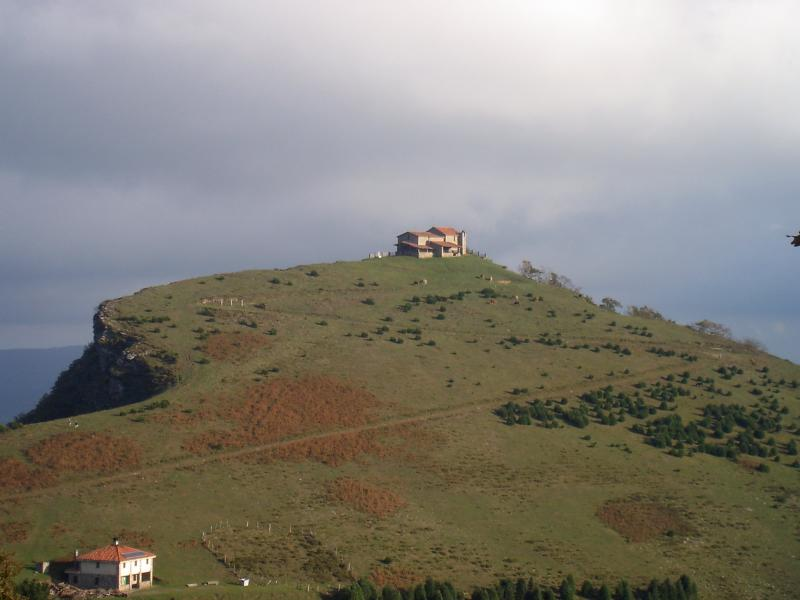
Kolitza.
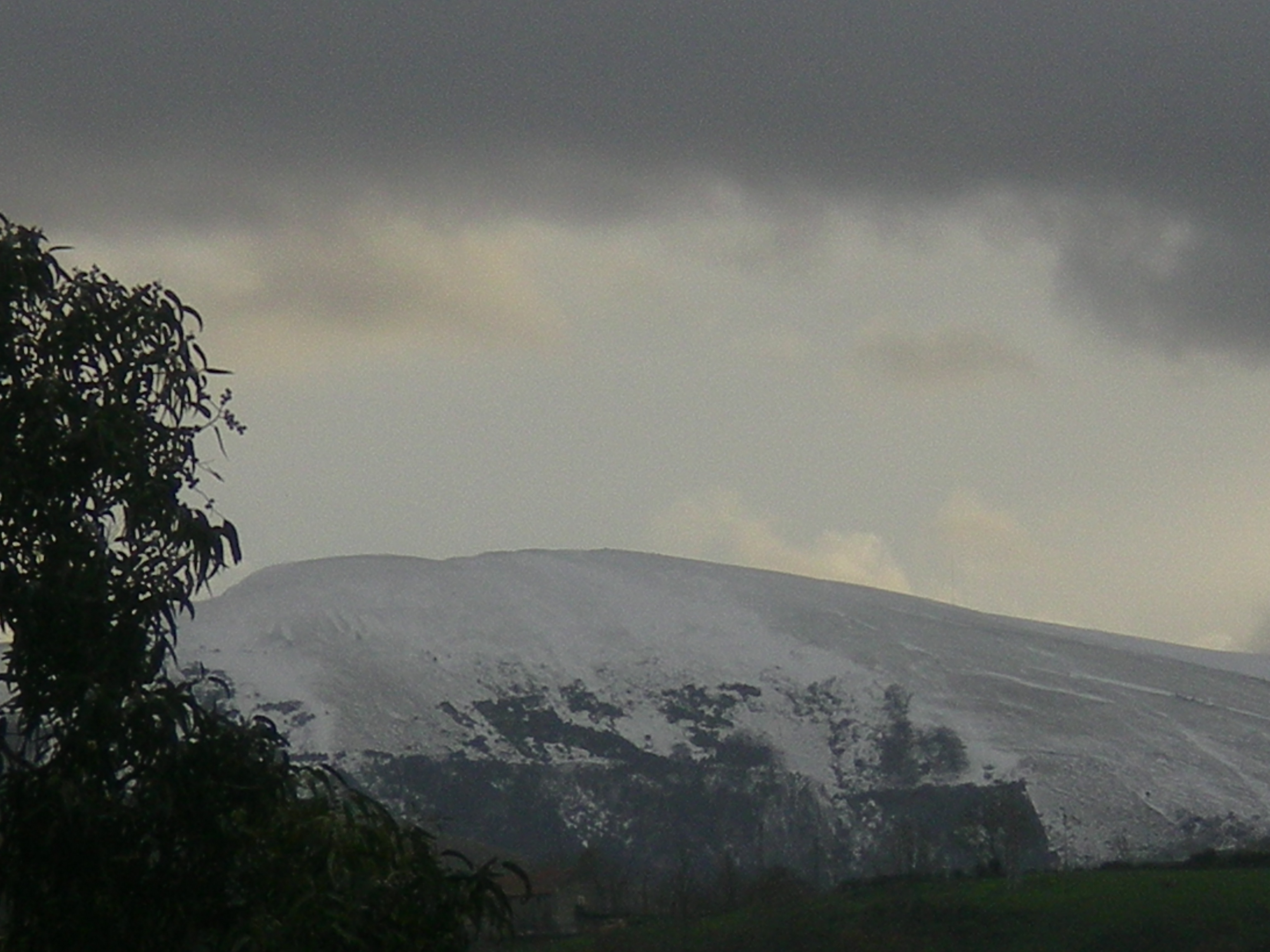
Ganekogorta.
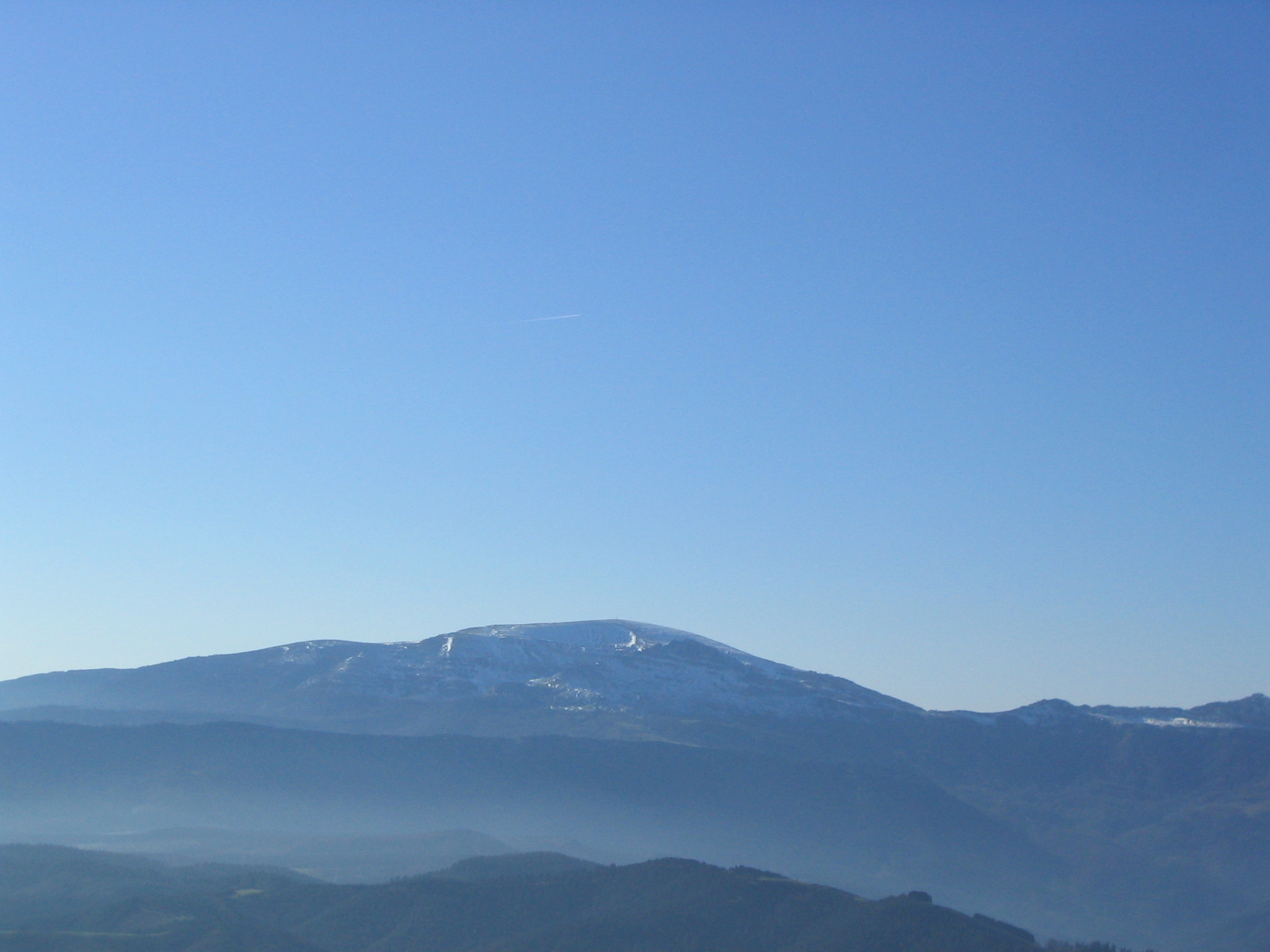
Gorbeia.
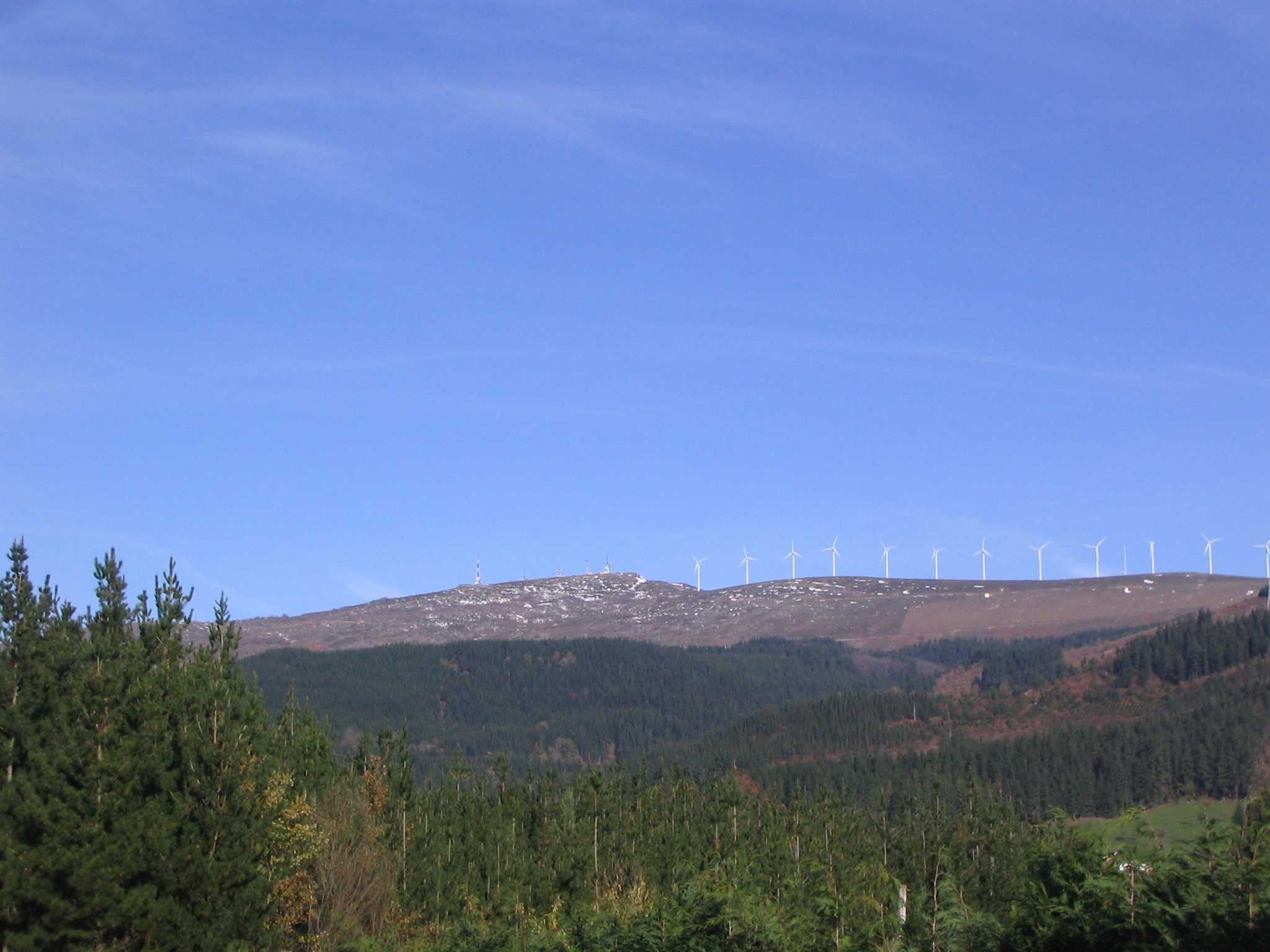
Oiz.
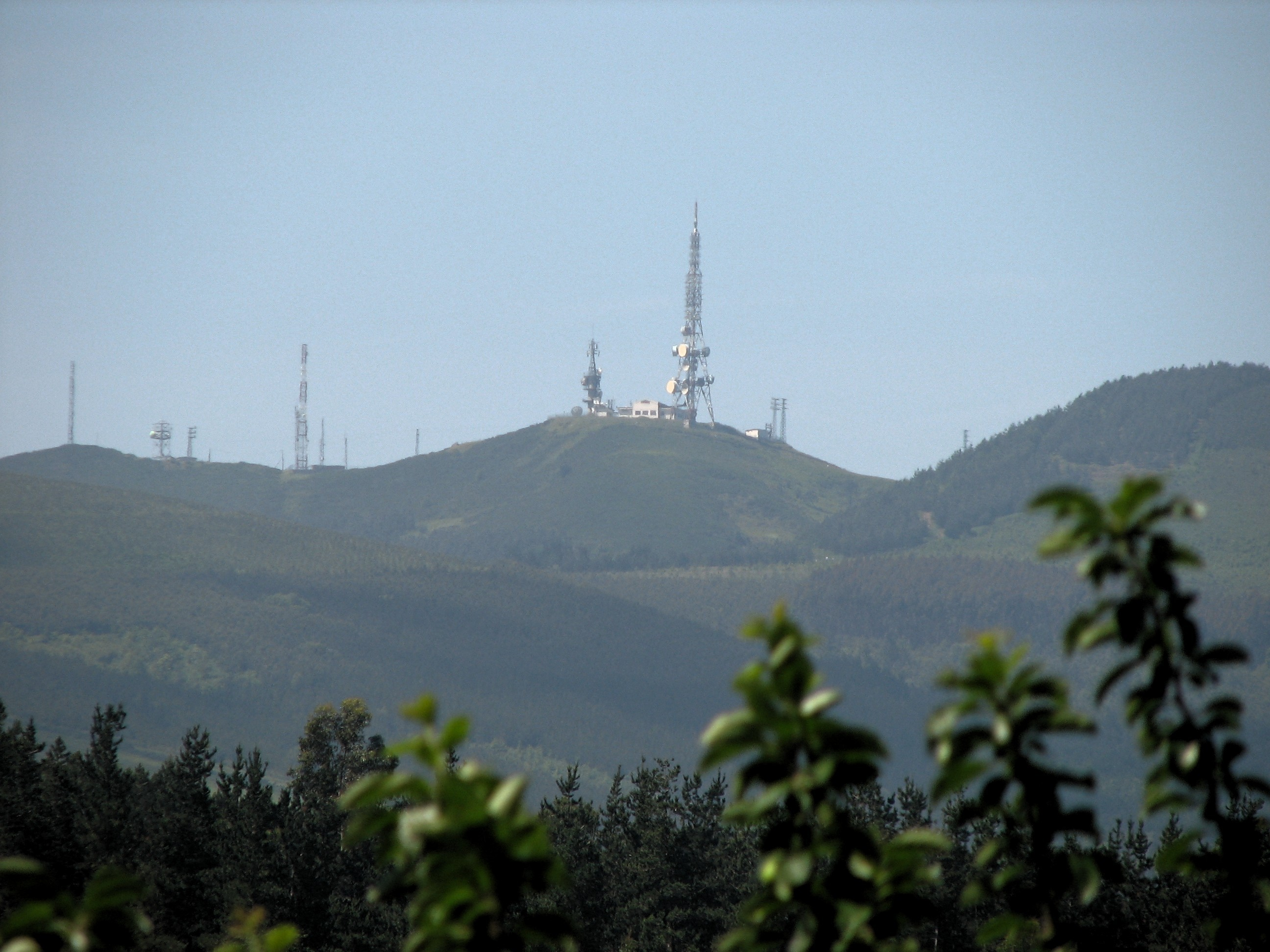
Sollube.

### Les Juntes del Senyoriu
El Senyoriu de Biscaia estava format per tres territoris bàsics els quals es van ser incorporant en el transcurs del temps. Tots ells gaudien de les seves institucions i les seves Juntes. Les antigues Juntes les formaven:
- La Lur laua, representades per les 72 elizates agrupades en sis merindades amb vot individual per cada elizate.
- Encartaciones, amb govern en la Junta d'Avellaneda i amb fur propi, eren representades per un síndic escollit per la Junta d'Avellaneda; fins a 1804.
- Merindad de Durango, amb les seves Juntes que es reunien a Campa Foral de Gerediaga, enfront de l'ermita de San Salvador i San Clemente d'Abadiño, amb Fur propi fins a 1876.
- Les 14 viles; Balmaseda, Bermeo, Bilbao, Durango, Ermua, Gernika, Lanestosa, Lekeitio, Markina, Ondarroa, Otxandio, Portugalete, Plentzia, Mungia, Villaro, Errigoiti, Larrabetzu, Gerrikaitz, Ugao i Elorrio.
- La ciutat d'Orduña.

La Lur laua, que obeïa (i obeeix) al Dret Civil Foral i era la part rural del territori descendent directe de l'organització feudal, i les viles i ciutats. La Terra Plana estava formada per les elizates que s'agrupaven en merindades, mentre que les viles i ciutats (a Biscaia solament hi ha una població que té el títol de ciutat, Orduña) atenien al seu fur propi, al dret comú, que li havia estat atorgat pel rei.
Eren competència de les Juntes Generals les següents:
- Elaboració d'ordenances i reglaments.
- Prendre jurament al Senyor de Biscaia i salvaguardar la integritat foral a través dels mecanismes disposats pel Passis Foral.
- Elecció de diferents funcionaris i representants, diputats, regidors, síndics...
- Ordenar l'activitat econòmica.
- Consentir la prestació del servei militar.

## Dia delsMontes Bocineros
L'any 2004 les Juntes Generals de Biscaia van institucionalitzar el "Dia dels Montes Bocineros" coincidint amb el vint-i-cinquè aniversari de la seva restitució. La intenció inicial era rememorar el costum i l'ús de convocar a Juntes mitjançant el toc simultani de botzines a les cinc muntanyes alhora. La data triada va ser el 8 de maig. La intenció era recordar i fer participar en la ciutadania de la pràctica històrica i del mateix fet històric del Senyoriu de Biscaia.
La celebració consisteix a pujar cada any a un d'aquests cims, hi pugen les autoritats i es fa també una marxa popular convocant als ciutadans i a llurs famílies.